# 蛮社の獄
蛮社の獄（ばんしゃのごく）は、天保10年（1839年）5月に起きた言論弾圧事件である。高野長英・渡辺崋山などが、モリソン号事件と江戸幕府の鎖国政策を批判したため、捕らえられて獄に繋がれるなど処罰された。

## 背景
天保年間（1830年代）には江戸で蘭学が隆盛し新知識の研究と交換をする機運が高まり、医療をもっぱらとする蘭方医とは別個に、一つの潮流をなしていた。渡辺崋山はその指導者格であり、高野長英・小関三英は崋山への知識提供者であった。この潮流は国学者たちからは「蛮社」（南蛮の学を学ぶ同好の集団、社中。「蛮学社中」の略）と呼ばれた。
後に蛮社の獄において弾圧の首謀者となる鳥居耀蔵は、幕府の文教部門を代々司る林家の出身であった。儒教を尊んできた幕府は儒学の中でもさらに朱子学のみを正統の学問とし、他の学説を非主流として排除してきた。林家はそのような官学主義の象徴とも言える存在であり、文教の頂点と体制の番人をもって任ずる林一門にとって蘭学は憎悪の対象以外の何物でもなく、また林家の門人でありながら蘭学に傾倒し、さらに多数の儒者を蘭学に引き込む崋山に対しても、同様の感情が生まれていた。
以上の通説に対して田中弘之は、林述斎（耀蔵の実父）は儒者や門人の蘭学者との交流に何ら干渉せず寛容であり、また後述するように述斎はモリソン号事件の際、幕府評定所の大勢を占める打ち払いの主張に反対して漂流民の受け入れを主張しており、非常に柔軟な姿勢がうかがえること、鳥居も単なる蘭学嫌いではなく、多紀安良の蘭学書出版差し止めの意見に対して反対するなど、その実用性をある程度認めていたこと、そもそも林家の三男坊にすぎなかった鳥居耀蔵は鳥居家に養子に入ることにより出世を遂げたため、鳥居家の人間としての意識のほうが強かったことを指摘している。また、崋山の友人である紀州藩の儒者・遠藤勝助は、救荒作物や海防について知識交換などを目的とした学問会「尚歯会」を創設したが、崋山・長英・三英はこの会の常連であったために「蛮社＝尚歯会」「蛮社の獄＝尚歯会への弾圧」という印象が後世生まれたが、尚歯会の会員で蛮社の獄で断罪されたのは崋山と長英のみであり、その容疑も海外渡航や幕政批判・処士横議で、会の主宰であった遠藤をはじめ他の関係者は処罰されておらず、そのような印象は全くの誤解だとしている。

### 対外的危機と開国への期待
天保年間、日本社会は徳川幕府成立から200年以上が経過して幕藩体制の歪みが顕在化し、欧米では産業革命が推進されて有力な市場兼補給地として極東が重要視され、18世紀末以来日本近海には異国船の来航が活発化し始めた。
寛政5年（1793年）のラクスマンの根室来航を契機として、幕府老中松平定信は鎖国祖法観を打ち出した。幕府の恣意的規制のおよばない西洋諸国との接触は、徳川氏による支配体制を不安定化させる恐れが強く、鎖国が徳川覇権体制の維持には不可欠と考えたためである。一方でこのころから、蘭学の隆盛とともに蘭学者の間で西洋への関心が高まり開国への期待が生まれ始め、庶民の間でも鎖国の排外的閉鎖性に疑問が生じ始めていた。文政7年（1824年）には水戸藩の漁民たちが沖合で欧米の捕鯨船人と物々交換を行い300人余りが取り調べを受けるという大津浜事件が起こっている。また、異国船の出没に伴って海防問題も論じられるようになるが、鎖国体制を前提とする海防とナショナルな国防の混同が見られ、これも徳川支配体制を不安定化させる可能性があった。
そのような中で出されたのが文政8年（1825年）の異国船打払令である。これについては、西洋人と日本の民衆を遮断する意図を濃厚に持っていたと指摘されている。また、文政11年（1828年）には幕府天文方・書物奉行の高橋景保が資料と引き換えに禁制の地図をシーボルトに贈ったシーボルト事件が起こり、幕府に衝撃を与えており、天保3年から8年（1832年 - 1837年）にかけては天保の大飢饉が発生して十万人余が死亡し、一揆と打ち壊しが頻発した。特に天保8年（1837年）の大塩平八郎の乱・生田万の乱は全国に衝撃を与えた。
また、対外関係は、19世紀初頭に紛争状態にあった北方ロシアと関係改善されるも、インド市場と中国市場を獲得したイギリス政府が日本市場を狙い台頭する状況から、イギリスの小笠原諸島占領計画、モリソン号渡来が蛮社の獄に影響し、これら内外の状況が為政者の不安と有識者の危機意識を掻き立てていた。ただし、これについては田中弘之は、当時のイギリスは清国との関係が急激に悪化しており、そのため日本人漂流民の送還もアメリカ商船モリソン号に委ねなければならなくなったと指摘している。小笠原諸島は清国との有事の際のイギリス商人の避難地およびイギリス海軍の小根拠地と考えられていたにすぎず、香港を獲得するとイギリスの占領計画も自然消滅しており、当時の幕府もイギリスの小笠原諸島占領に全く無関心であったとしている。モリソン号の来航を機に鎖国の撤廃を期待したのが高野長英・渡辺崋山らで、崋山は西洋を肯定的に紹介して「蘭学にして大施主」と噂されるほどの人物であった。

## 発端

### モリソン号事件
蛮社の獄の発端の一つとなったモリソン号事件は、天保8年（1837年）に起こった。江戸時代には日本の船乗りが嵐にあい漂流して外国船に保護されることがしばしば起こっていたが、この事件の渦中となった日本人7名もそのケースであった。彼らは外国船に救助された後マカオに送られたが、同地在住のアメリカ人商人チャールズ・W・キングが、彼らを日本に送り届け引き替えに通商を開こうと企図した。この際に使用された船がアメリカ船モリソン号である。
天保8年（1837年）6月2日（旧暦）にマカオを出港したモリソン号は6月28日に浦賀に接近したが、日本側は異国船打払令の適用により、沿岸より砲撃をかけた。モリソン号はやむをえず退去し、その後薩摩では一旦上陸して城代家老の島津久風と交渉したが、漂流民はオランダ人に依嘱して送還すべきと拒絶され、薪水と食糧を与えられて船に帰された後に空砲で威嚇射撃されたため、断念してマカオに帰港した。日本側がモリソン号を砲撃しても反撃されなかったのは、当船が平和的使命を表すために武装を撤去していたためである。また打ち払いには成功したものの、この一件は日本の大砲の粗末さ・警備体制の脆弱さもあらわにした。
翌天保9年（1838年）6月、長崎のオランダ商館がモリソン号渡来のいきさつについて報告した。これにより初めて幕府は、モリソン号が漂流民を送り届けに来たことおよび通商を求めてきたことを知った（ただしモリソン号はイギリス船と誤って伝えられた）。老中水野忠邦はこの報告書を幕閣の諮問にかけた。7-8月に提出された諸役人の答申は以下のようである。
- 勘定奉行・勘定方「通商は論外だが、漂流民はオランダ船にのせて返還させる」
- 大目付・目付「漂流民はオランダ船にのせて返還させる。ただし通商と引き換えなら受け取る必要なし。モリソン号再来の場合は打ち払うべき」
- 林大学頭（林述斎。鳥居耀蔵の父）「漂流民はオランダ船にのせて返還させる。モリソン号のようにイギリス船が漂流民を送還してきた場合むやみに打ち払うべきではなく、そのような場合の取り扱いも検討しておく必要あり」

水野は勘定奉行・大目付・目付の答申を林大学頭に下して意見を求めたが戌9月の林の答申は前回と変わらず、水野はそれらの答申を評定所に下して評議させた。これに対する戌10月の評定所一座の答申は以下のとおり。
- 評定所一座（寺社奉行・町奉行・公事方勘定奉行）「漂流民受け取りの必要なし。モリソン号再来の場合はふたたび打ち払うべし」

水野は再度評定所・勘定所に諮問したがいずれも前回の答申と変わらず、評定所以外は全て穏便策であったため、12月になり水野は長崎奉行に、漂流民はオランダ船によって帰還させる方針を通達した。

### 『戊戌夢物語』と『慎機論』
幕閣でモリソン号に関する評議がおこなわれていたのと同時期、天保9年（1838年）10月15日に市中で尚歯会の例会が開かれた。席上で、勘定所に勤務する幕臣・芳賀市三郎（靖兵隊隊長芳賀宜道の父）が、評定所において現在進行中のモリソン号再来に関する答申案をひそかに示した。
前述のように、幕議の決定は、モリソン号再来の可能性はとりあえず無視し漂流民はオランダ船による送還のみ認めるというものだったが、もっとも強硬であり却下された評定所の意見のみが尚歯会では紹介されたために、渡辺崋山・高野長英・松本斗機蔵をはじめとするその場の一同は幕府の意向は打ち払いにあり、またモリソン号の来航は過去のことではなくこれから来航すると誤解してしまった。
報せを聞いてから6日後に、長英は打ち払いに婉曲に反対する書『戊戌夢物語』を匿名で書きあげた。幕府の対外政策を批判する危険性を考慮し、前半では幕府の対外政策を肯定しつつ、後半では交易要求を拒絶した場合の報復の危険性を暗示するという論法で書かれている。これは写本で流布して反響を呼び、『夢物語』の内容に意見を唱える形で『夢々物語』・『夢物語評』などが現われ、幕府に危機意識を生じさせた。なお、松本も長英と同様の趣旨の「上書」を幕府に提出している。
一方、崋山も『慎機論』を書いた。自らの意見を幕閣に届けることを常日頃から望んでいた崋山は、友人の儒学者・海野予介が老中・太田資始の侍講であったことから海野に仲介を頼んでいた。しかし当の『慎機論』は海防を批判する一方で海防の不備を憂えるなど論旨が一貫せず、モリソン号についての意見が明示されず結論に至らぬまま、幕府高官に対する激越な批判で終わるという不可解な文章になってしまった。内心では開国を期待しながら海防論者を装っていた崋山は、田原藩の年寄という立場上、長英のように匿名で発表することはできず、幕府の対外政策を批判できなかったためである。自らはばかった崋山は提出を取りやめ草稿のまま放置していたが、この反故にしていた原稿が約半年後の蛮社の獄における家宅捜索で奉行所にあげられ、断罪の根拠にされることになるのである。
なお、『夢物語』・『慎機論』いずれもモリソンを船名ではなく人名としているが、松本の「上書」では事実通りの船名となっており、長英と崋山はあえてモリソンを人名としたものと思われる。モリソンを恐るべき海軍提督であるかのように偽って幕府に恐れさせ、交易要求を受け入れさせようとしたものとみられる。
同じころ、これは目付・鳥居耀蔵と江川英龍に江戸湾巡視の命が下った時期でもあるが、崋山は友人の儒学者・安積艮斎宅に招かれ世界地図を広げ海外知識を説いている。居並ぶ客皆感嘆の声を漏らさない者はなかったが、唯一、林式部（林述斎の三男・鳥居耀蔵の弟）だけは冷笑するばかりであったという（赤井東海『奪紅秘事』）。

### 江戸湾巡視
モリソン号に関する審議や『戊戌夢物語』の流布などを経た10か月後、天保9年（1838年）12月に水野忠邦は鳥居耀蔵を正使、江川英龍を副使として江戸湾巡視の命を下した。両者は拝命し、打ち合わせを重ねたが鳥居が江川に無断で巡見予定地域を広げるなど当初からいざこざが絶えなかった。
江川は出発にそなえ斎藤弥九郎を通じて渡辺崋山に測量技術者の推薦を依頼し、それに応えて崋山は高野長英の門人である下級幕臣・内田弥太郎と奥村喜三郎の名を挙げ、また本岐道平を加わらせた。一方鳥居の配下には、後に蛮社の獄で手先として活動する小笠原貢蔵がいた。江川は内田の参加が差し障りがないかどうか鳥居と勘定所にただしたところ、問題なしとの返事が来た。しかし出発前日の天保10年（1839年）1月8日になり、勘定奉行から内田随行不許可の内意が示された。巡見使一行は1月9日に出発したが、江川は内田の参加がなければ測量はできないと判断し、病と称して見分を延期し、勘定所に内田随行の願書を再三提出した。その結果ようやく21日になり随行が許可されたが、これは鳥居と江川という高官同士の対立を感知していた勘定所が政争に巻き込まれることを恐れたためと言われている。こうして内田と奥村は2月3日になって一行に合流したが、鳥居は今度は奥村の寺侍という身分を問題にし、強引に帰府させた。
鳥居・江川の一行が測量を終えて帰府したのは3月中旬であるが、このころには鳥居は、崋山が江川と親しく、人材と器具を提供しているばかりか数々の助言を与えていることをつかんでいた。佐藤一斎の門人で林家に連なる身でありながら蘭学に傾倒した上、友人の儒学者らを蘭学に多数引き入れ、また陪臣の身分で幕府の政策に介入し外国知識を入説しようとする崋山は、林家と幕臣という二重の権威を誇り、身分制度を絶対正義と見なし西洋の文物を嫌悪する鳥居と林一門にとって、決して許容できない存在として憎悪の対象になった。さらに、折からの社会不安と外警多端によって幕藩体制がゆらぎを見せ始めていることに対する鳥居なりの危機意識、江川に代表される開明派幕臣を排除したい出世欲などが加わり、崋山を槍玉に挙げ連累として開明派を陥れることが、それらの解決策であると彼は考えるようになった。何よりも水野忠邦を首班とする幕閣全体に、『戊戌夢物語』の流布に見られる処士横議の風潮に対する嫌悪感があった。
以上が蛮社の獄発端のあらましで、フィクションにおいてしばしば採用される、測量図製作において鳥居が江川に敗れたのを逆恨みしたためというのは俗説であり、高野長英の獄中手記『蛮社遭厄小記』からとられたものである。長英は鳥居と江川・崋山の根深い対立や、後述する崋山の論文『外国事情書』について知らなかったのである。
以上の通説に対して田中弘之は、前記のとおり林家は蘭学に対しても非常に寛容であったし、鳥居耀蔵も林家よりも幕臣鳥居家の人間としての意識のほうが強かったと指摘している。江戸湾巡視の際に鳥居と江川の間に対立があったのは確かだが、もともと鳥居と江川は以前から昵懇の間柄であり、両者の親交は江戸湾巡視中や蛮社の獄の後も、鳥居が失脚する弘化元年（1844年）まで続いている。江戸湾巡視における両者の対立が決定的なものだったなら、そのようなことはあり得ない。そもそも鳥居と江川は、西洋に対する厳しい警戒心・鎖国厳守・幕府に対する並々ならぬ忠誠心という点では同一であり、江川が海防強化に積極的なのに対して鳥居は消極的という点で異なっているにすぎず、逆に海防論者を装いつつ内心では鎖国の撤廃を望む崋山と江川は同床異夢の関係であった。江川は崋山を評判通りの海防論者と思い接近したが、崋山はそれを利用して逆に江川を啓蒙しようとしていたのである。また、鳥居は蛮社の獄の1年も前から花井虎一を使って崋山の内偵を進めており、蛮社の獄の原因を江戸湾巡視に求めるのは誤りであるとしている。

### 事情書三部作
3月中旬、江戸湾巡視を終えて江戸に帰ってきた江川英龍は、復命書を作成するにあたって渡辺崋山の意見書も幕府に提出する予定であった。10年近くにわたり蘭学の知識を吸収し国防に関して意見を練り上げてきた崋山にとっても、これは幕府中枢に自分の意見を届けることのできるまたとない機会であった。日をおかずに崋山は『初稿西洋事情書』を書きあげたが、これは江川に送ることを断念した。この『初稿西洋事情書』が、2ヵ月後の蛮社の獄で幕政批判の証拠として挙げられ、『慎機論』とともに断罪の根拠とされることになる。
崋山は改めて『再稿西洋事情書』と『諸国建地草図』を脱稿し、3月22日に送付した。だが江川は後者は採用したが、前者は幕政批判の文言が激しいために却下し、書き直しを指示した。江川の希望に従い、崋山は4月23日になり改稿した『外国事情書』を先方に送付した。『再稿西洋事情書』が幕府の鎖国政策と怠惰性を激しく攻撃し、もっぱら幕政批判に終始しているのに比べ『外国事情書』は分量だけでも『再稿西洋事情書』の3倍近くに達し、海外知識と海防の具体案で占められている。海外知識に関しては最新の資料が活用され、崋山の蘭学研究の集大成であるとともに、論文としても当時の最高水準に達したものであった。崋山はこの論文を執筆していることを誰にも明かさず、高野長英もその例外ではなかった。蛮社の獄における通説の主要な情報源である長英の『蛮社遭厄小記』において、この『外国事情書』をめぐる動きについて一切触れられていないのはそのためである。
一方、書き直しを繰り返して完成が遅れたために、崋山が江川に『外国事情書』を送付した4月23日には江川はすでに幕府に復命書を提出してしまっていた。江川が幕府に復命書を提出した4月19日は、鳥居耀蔵が配下の小笠原貢蔵らに崋山について内偵を命じた日でもあった。陪臣の崋山が、幕府の業務たる測量行に、それも蘭学をもって介入したことだけでも不審と不快を覚えていた鳥居の感情は、江川が報告書に崋山作成の『諸国建地草図』を付したことでさらに悪化していた。蛮社の獄の狙いは、大局的には開明派の弾圧であり、直接的には江川を通じての『外国事情書』上申を阻むことにあった。鳥居の視点から見れば、これは西洋による文化侵略から日本を守る崇高な行動であった。
以上の通説に対して田中弘之は、江川が崋山に求めたものは、西洋の危険性を明らかにし日本が早急に海防を強化しなければならない理由を記した西洋事情の概説書であり、一方で崋山は江川からの依頼を好機として江川に鎖国・海防政策の誤りを気づかせようとしたものであるとしている。崋山の事情書三部作には、イギリス・ロシアなど主要国の大まかな地誌・歴史・社会・軍備等が記されており、特に『初稿西洋事情書』ではそうした概説的記述の他に西洋に対する肯定的紹介、鎖国・海防への婉曲的な批判が巧みに挿入されているが、これは鎖国批判を含む内容が過激すぎたためか江川に送ることを断念し、次に鎖国の撤廃をほのめかした部分などを除いた『再稿西洋事情書』を書いて『諸国建地草図』とともにこれを送った。だがこれも江川の意に添わず書きなおしを求められ、崋山が再度書き直して送ったのが『外国事情書』である。だがこの『外国事情書』でも西洋への称賛は控えめなものの海防の強化は婉曲に批判しており、これは依頼した江川の意図とは反するため、結局江川は幕府への復命書を書くにあたって『再稿西洋事情書』『外国事情書』を参考にすることはなかった。さすがに江川もこの時点で崋山が海防論者でないことを悟ったのだと思われる。『外国事情書』の上申を阻むのが蛮社の獄の目的なら、正使の鳥居が部下である副使の江川が提出する報告書や『外国事情書』を却下すれば済むことであり、また開明派・守旧派などの存在も不分明で、そのような説は成立しがたいとしている。

### 無人島渡航計画
無人島である現在の小笠原諸島の存在が日本に知られるようになったのは寛文10年（1670年）のことで、延宝3年（1675年）に幕府は探検船を派遣して調査し領有を宣言した。当時は長崎に来航する唐船を模して建造されたジャンク様式の航洋船が長崎にたまたま1隻あり、朱印船貿易時代の航海術にくわしい船頭もいたからだが、18世紀にはそのような船や人も失われており、19世紀に入り幕府の外国への警戒が厳しくなって異国船打払令が発令されると、幕府の無人島に対する姿勢も委縮し硬化していった。無人島の正確な位置さえ誰もわからなくなっており、関心も失われて半ば放置されていた。
そのような中、文政10年（1827年）にイギリスの探検船ブロッサム号が父島に来航しイギリス領宣言を行ったが、イギリス政府の正式な承認は得られなかった。天保元年（1830年）には欧米人・ハワイ人など25名が父島に入植している。彼らは島に寄港する捕鯨船に水や食料を売って生活していた。
通説によると、モリソン号事件に象徴される外交問題に頭を悩ませていた幕府にとって、海防と沿岸調査は急務の事案であった。すでに天保9年（1838年）イギリス人の小笠原諸島入植の風説に対応し、幕府は代官・羽倉簡堂を同地の調査に派遣している。また、後に蛮社の獄で連累されることになる下級幕臣・本岐道平が羽倉に同行している。本岐は蘭学に通じた技術者であった。羽倉の友人であった渡辺崋山はこの調査に同行することを藩に願い出て、却下されているとする。
これに対して田中弘之は、羽倉の伊豆諸島巡見は彼の支配地である大島から八丈島までの巡見であり、無人島渡航を命じられた事実はうかがえず、羽倉の無人島渡航は単なる噂に過ぎなかった。当時の和船では八丈島への航海でさえ危険が伴ったのである。崋山は噂を事実と信じて同行を希望したが、彼は西洋人が小笠原島に定住していることを知っていたようで、西洋に肯定的認識を持っていた崋山はそれゆえに最も身近な西洋とも言える無人島への興味と憧れから無人島渡航への同行を希望したものとみられる。そもそも羽倉と崋山の接点は不明で、もし2人が親密な間柄であったなら、無人島渡航の計画がないことを崋山は知らされていただろうとしている。
また、18世紀末以来、松浦静山『甲子夜話』や本多利明『西域物語』などの書物に桃源郷のような無人島の話が載っており、佐藤信淵『混同秘策』では空想的な無人島開発論が書かれており、無人島の噂は流布していたものとみられる。一方で、異国船打払令を発令していた幕府は、日本人と西洋人の接触を厳しく禁じるとともに、西洋への警戒心の緩んだ日本人への警戒を強めていた。
天保の半ばころ、常陸国無量寿寺の住職・順宣とその子息・順道は林子平の『三国通覧図説』や漂流者の日記などを読んで影響を受けたことから、無人島に関心を持ち、現地への渡航という夢を抱くようになった。旅籠山口屋の後見人・金次郎らもこの計画に関心を持っており、他に蒔絵師・山崎秀三郎、御徒隠居・本岐道平、陪臣医師・阿部友進、御普請役の兄・大塚同庵、元旗本家家臣・斉藤次郎兵衛、後に仲間を裏切って鳥居のスパイとなった下級幕臣・花井虎一らもこの計画に参加していた。この無人島渡航計画はもちろん幕府の許可を得たうえで実行することになっていたが、資金をはじめ船や食料の調達など具体的なことは何一つ決まっておらず、無人島に関心のある人々が地図や記録類を集めては夢や期待を語りあっていただけであった。

## 事件の展開

### 鳥居の暗躍
流布した『戊戌夢物語』は天保10年（1839年）春ごろには老中・水野忠邦にも達したようで、水野は「モリソン」という人物と『夢物語』の著者の探索を鳥居耀蔵に命じた。4月19日、鳥居は配下の小笠原貢蔵・大橋元六らに『夢物語』の著者探索にことよせ、渡辺崋山の近辺について内偵するよう命じた。鳥居はすでに前年から崋山の身辺を探索しており、この機会を利用して「蘭学にして大施主」と噂される崋山の拘引を狙っていたとみられる。10日後の4月29日、小笠原は調査結果を復命した。
- イギリス人モリソンの人物について
- 『夢物語』は高野長英の翻訳書を元に崋山が執筆したものであろうという風説
- 幡崎鼎の人物像と彼と親しい者の名（松平伊勢守・川路聖謨・羽倉簡堂・江川英龍・内田弥太郎・奥村喜三郎）。また彼らは幡崎が捕らえられてからは崋山・長英と親しくしていること
- 崋山の人柄と彼に海外渡航の企てがある旨

これらを述べた後さらに小笠原は、順宣・順道ら常州無量寿寺の人間たちが無人島（小笠原諸島）に渡航しようとしており、さらにアメリカまで行こうとしているという、『夢物語』とは関係なく水野の探索指令にもない一件を加えている。これら一連の情報を小笠原にもたらしたのは、下級幕臣の花井虎一である。彼は蘭学界に出入りして崋山宅もしばしば訪れており、さらにはそもそも無人島渡航計画にも加わっていた人物であった。鳥居は蛮社の獄の1年も前から花井を使って崋山の内偵を進めており、花井は鳥居一派に完全に取りこまれ、犯罪の既成事実を作るべく崋山と順宣グループそれぞれに渡海をけしかけていた。報告を受けた鳥居は、無量寿寺についてさらなる調査を命じた。
一連の調査の結果、順宣らの計画は幕府に許可の願書を出し済みの合法的なものであることが判明したが、鳥居は、この計画に崋山が関与しさらに単独でアメリカに渡ろうとしている旨の告発状を書き上げ、水野に提出した。先年崋山が羽倉の小笠原諸島の調査に同行しようとしたことも、密航の企ての証拠とされた。
なお告発状の大部分は崋山への誣告で占められているが、崋山の同調者として羽倉や江川、見分に同行した内田と奥村ら幕臣の名前が批判的に挙げられている。鳥居の狙いが、崋山の陥れとともに政敵排除と見分に介入されて不快を覚えた私怨を晴らすことにあったということが、ここからもうかがえる。ちなみに川路聖謨は告発状の中に名を挙げられていない。水野は鳥居の訴状を鵜呑みにはせず、配下の者に再調査を命じた。その結果、俎上にあげられた人間のうち、幕臣（松平伊勢守・羽倉・江川・内田・奥村・下曽根信敦）は皆容疑から外された。
以上の通説に対して田中弘之は、前記の通り鳥居と江川は昵懇の間柄であり、鳥居は崋山の友人に幕府高官もいることを利用して水野に崋山の危険性と影響力の強さを強調しようとしたもので、幕臣を告発する意図は最初からなかったとしている。また水野が再調査を命じた根拠とされる、鳥居の上書（告発状）以外のもう1通の上書についても、水野の再調査命令による上書ではなく、吟味の過程で鳥居の告発に疑問を抱いた北町奉行所が作成したものだと思われる。もし水野の信任厚い羽倉・江川に疑惑があるなら直接問いただすはずだし、またこの時点で水野が鳥居を全面的に信頼しているのは明らかだとしている。
5月14日に崋山・無人島渡航計画のメンバーに出頭命令が下され、全員が伝馬町の獄に入れられた。キリストの伝記を翻訳していた小関三英は自らも逮捕を免れぬものと思い込み、5月17日に自宅にて自殺した。高野長英は一時身を隠していたが、5月18日になり自首して出た。これにより、逮捕者は以下の8名となった。
- 渡辺崋山（田原藩年寄。47歳）
- 高野長英（町医。36歳）
- 順宣（無量寿寺住職。50歳）
- 順道（同上。順宣の息子。25歳）
- 山口屋金次郎（旅籠の後見人。39歳）
- 山崎秀三郎（蒔絵師。40歳）
- 本岐道平（御徒隠居。46歳）
- 斉藤次郎兵衛（元旗本家家臣。66歳）

なお、崋山拘引の直後、水野は「登（崋山）事夢物語一件にてはこれ無く、全く無人島渡海一件の魁首なり」と断言しており、『夢物語』よりも無人島渡海を重要視している姿勢がうかがえる。

### 吟味
召喚された面々に対し、北町奉行・大草高好によって吟味が開始された。鳥居耀蔵の告発状をもとに大草が尋問したところ、海外渡航の企てなどはすべて事実無根であり、さらに花井虎一が渡辺崋山に海外渡航をけしかけたこと、また崋山は順宣らグループとは無関係である一方、グループのメンバー斎藤次郎兵衛を花井が一度だけ崋山宅に連れて来たことがある旨を崋山は返答した。この日の時点で、大草は崋山に「その方、意趣遺恨にても受け候者これありや」と問うている。翌15日の吟味では、順宣グループと崋山の突き合わせ吟味が行われた。大草の尋問に対し順宣父子は、崋山という人物は名前も知らないこと、また告発状の中では具体的な渡航計画が述べられているが、これは花井が順宣らにこの通りにするようせかしてきたが、幕府の許可が降りていないために断った旨を述べた。また他のメンバーも崋山と渡航計画が無関係であるとの証言をし、崋山の嫌疑は晴れたかに見えた。しかしその間も、崋山の自宅から押収された文書類の検査は続けられていた。5月17日、鳥居は江川英龍に手紙を送った。「先月提出された報告書には外国事情を記した文書も付する予定だったそうだが、それがなかったのはいかなるわけか。速やかに提出されたし」という文面は、『初稿西洋事情書』を家宅捜索によって確保したことからくる皮肉と嘲笑だった。江川は鳥居の意図を察し、『外国事情書』の上申を断念せざるをえなかった。
5月22日に、奉行所で吟味が再開された。崋山の逮捕後鳥居がさらに提出した告発状に記された、大塩平八郎との通謀容疑・下級幕臣の大塚同庵に不審の儀があることについても事実無根が明らかになっていたが、無罪の者を捕らえたとなっては幕府の沽券に関わるので、奉行所は糺明する容疑を海外渡航から幕政批判に切り替えた。崋山の書類の中から『慎機論』『初稿西洋事情書』の二冊が取り出され、その中に幕政批判の言辞があることが問題とされた。崋山はそれらの文章が書き殴りの乱稿であり、そのような文字の片言隻句を取り出して断罪する非を言いつのったが、聞き入れられなかった。老中水野忠邦が、幕臣は容疑から外したものの処士横議の風潮を嫌い、崋山や長英の逮捕を是としていた以上幕閣の空気は有罪論に傾いていかざるをえなかった。崋山は取り調べが続く中も、『初稿西洋事情書』を発展させて『慎機論』としたとの虚偽の答弁をした。『初稿西洋事情書』は『外国事情書』と無関係とすることで、江川の『外国事情書』上申に支障が出ないようにと考えたのだが、江川は前述の通りすでに上申を諦め、5月25日に、崋山の文書を参照した外国に関するごく簡略な短文を提出している。
以上の通説における『外国事情書』の上申の部分について、田中弘之は#事情書三部作の節に記されているとおり、最初から上申は意図されておらず、また江川の意にも沿わない書であったため江川の復命書にも全く反映されなかったとしている。なお北町奉行の大草は、花井の偽証や鳥居の捏造と吟味介入に不信感を抱き、崋山らに同情的だった。
吟味自体は6月16日に終了した。長英を含む他の逮捕者全員は、有罪を認め口書に書判した。崋山一人が抵抗していたために判決が下りないでいたが、有罪を認める口書についに彼が書判させられたのは、7月24日のことだった。崋山の書判により裁判は一応の結審を見、量刑を決める段階に入った。

### 救援活動
渡辺崋山の交際は幅広く、幕府・大藩の高官から知識人に至るまで多岐におよんでいたが、彼が逮捕されるや高官や儒学者らは、松崎慊堂とその弟子・小田切要助と海野予介を除けば、こぞって崋山との無関係を強調することに務めた。
投獄された崋山の救援のために立ち上がり、奔走したのは、身分が低く新知識にも無縁な絵の弟子や友人達であった。救援活動の中枢をになったのは、崋山の画弟子の椿椿山である。また同じ崋山門下の一木平蔵・小田甫川・斎藤香玉、画友の立原杏所・高久靄厓・多胡逸斎ら、田原家中で崋山の義父でもある和田伝・小寺大八郎・金子武四郎らが、主な活動者であった。崋山投獄のニュースが伝わると彼らは乏しい家計の中からやりくりして獄中の崋山と牢役人に差し入れと付け届けをし、崋山は早くも5月21日には牢内で牢隠居の座につくことができた。
獄中における崋山の安全をとりあえず確保した後、彼らはそれぞれの縁故を頼って要路へのわたりをつけ、崋山の出獄・減刑のために活動した。その動きのうち主立ったものは、以下のごとくである。
1. 当時の老中と町奉行へのつて。
  - 松崎慊堂・海野予介を通じて太田資始へ。
  - 小田切要助（水野の侍講）を通じて水野忠邦へ。
  - 龍野藩士某を通じて脇坂安董（龍野藩主）へ。

下曽根信敦を通じて下曽根の実父・南町奉行の筒井政憲を介し吟味担当者の北町奉行・大草高好へ、それぞれ影響を与えるべく尽力した。鳥居耀蔵の告発状にも名前を挙げられた下曽根は、旗本でありながら西洋砲術の研究家だった。
1. 田原藩側用人の八木仙右衛門が田原藩主三宅康直を動かし、崋山赦免のために働きかけてくれるよう水戸藩主徳川斉昭に対し陳情させる案が練られたが、これは実現を見なかった。
2. 椿山のいとこ・椿蓼村が、つてをたどり塙次郎を介して大草高好に請願した。また蓼村は崋山の儒学の師の佐藤一斎ならびに林家の門も訪ね、彼らの様子を報告した。一斎は崋山救援のために動くことはなかったし、林家は崋山が逮捕されるや、間髪を入れず門人名簿から崋山の名を削ってしまっていた。
3. 画弟子の斎藤香玉は、姉婿で幕臣の松田甚兵衛を通じ、将軍徳川家斉の愛妾お美代の方の養父中野碩翁に働きかける用意をした。しかし崋山は大奥の力で助かることをよしとせず、主君三宅公の安危に関わる場合の非常手段に留めるよう獄中から指示している。また香玉の父・斎藤市之進は寛永寺領代官を務めていた関係で、寛永寺の宮に幕府に声をかけさせるよう働く作戦もたてられたが、これは崋山の死罪が決定的になった場合にのみ頼るべきものとして同じく実行は見送られた。
4. 水戸藩士立原杏所を中心とする、菊池淡雅・安西雲烟・高久靄厓といった風雅の友や下野の文人らが、共通の友人である崋山のために多額のカンパをした。杏所は洋学にも関心をもっていて高野長英とも親しく、処分は所払い程度であろうと獄中で楽観した長英が、その場合には水戸付近に住居を世話してくれるよう手紙で頼んだ相手はこの杏所である。

その他多数の人間達が、崋山救援のためにわずかなつてを頼って町奉行や奉行所役人に陳情や接触をこころみた。また、当時出府中であった佐久間象山が獄中の崋山に励ましの手紙を送ったことは、崋山が書簡中で特筆している。
もっとも、権力を恐れてこれまでの言動を翻した者の方がはるかに多かった。当時の江戸では新知識と開明性を尊ぶ気運が高まり、崋山の元には多くの儒学者・名士高官が集まっていたが、獄が始まると彼らは皆一様に崋山や洋学との無関係を喧伝した。文雅の友の中でも、八徳を説いた『南総里見八犬伝』の著者曲亭馬琴は救援のために動くことはなかった。また「幕末の三筆」として書道史に名高い市河米庵は崋山に肖像画を描かせるほど親しかったが、ある書画会で「崋山などという人間はまったく知らぬ」と言い放ち、その場にいた人間に「ではあなたの肖像画を描いたのはどなたでしたかな」と切りかえされたという。
奔走した中でもっとも名高いのは、やはり松崎慊堂であろう。慊堂はもとは林家の門人だった。25歳下の鳥居耀蔵とも、彼が子供のころから今に至るまで親密な交際があった。蛮社の獄は慊堂にとって、崋山の逮捕と鳥居の陰謀の噂によって二重に心を痛めさせる出来事であった。慊堂の日記『慊堂日歴』には、鳥居の潔白を信じようとする心情がつづられている。
7月24日に至って崋山は、奉行所作成の口書に書判させられた。この口書は末尾に「別して不届」という語句が入っており、当時の慣習ではこれは死罪を免れないことを意味した。この口書の内容を知った松崎慊堂は崋山の死罪を予想して愕然とし、病をおして、崋山の人柄の高潔さと、政治批判を断罪するべきではない旨を訴える長文の嘆願書を書き上げ、浄書して29日に小田切要助を介して水野忠邦に提出させた。北町奉行所が口書に基づき作成して幕閣に提出していた、崋山斬罪の伺書が差し戻しになったのは8月3日のことであった。
もともと当時の老中4名のうち太田資始・脇坂安董が崋山に同情的であった上に、慊堂の尽瘁をおもんぱかった水野の意向が加わり、12月18日に崋山に対し在所蟄居の判決が下された。

### 判決とその後
12月18日に言い渡された判決は、次の通りである。
　
- 渡辺崋山 - 幕政批判のかどで、田原で蟄居。
- 高野長英 - 永牢（終身刑）。
- 山口屋金次郎 - 永牢。吟味中に獄死。拷問を受けて死んだとみられる。
- 山崎秀三郎 - 江戸払い。吟味中に獄死。拷問を受けて死んだとみられる。
- 斉藤次郎兵衛 - 永牢。吟味中に獄死。拷問を受けて死んだとみられる。
- 順道 - 未決。吟味中に獄死。拷問を受けて死んだとみられる。
- 順宣 - 僧籍の身で投機にはしったかどで押込。
- 阿部友進 - 獄開始後、渡航グループに接触した容疑で奉行所に召喚された、崋山の友人であり医者である同人も、無人島開発計画を吹聴し、山口屋に鉄砲を渡す相談に乗ったかどで100日押込。
- 本岐道平 - 無断で鉄砲を作成したかどで100日押込。
- 大塚同庵 - 山口屋金次郎に鉄砲を渡したかどで100日押込。
- 鈴木孫介 - 蛮社の獄に直接関係なかったが、崋山に貸した大塩平八郎の書簡を焼却したことが不埒として押込。

無人島渡海について、拷問で獄死した町人たちと同罪と見られる罪状がありながら、幕臣・陪臣はそれぞれ別件で「押込」という軽い処罰で済まされているが、その理由として田中弘之は、蛮社の獄は「幕府が緩み始めた鎖国の排外的閉鎖性の引き締めを図った事件」であって、罪状の有無よりも西洋・西洋人への警戒心の風化を戒める一罰百戒としてみせしめ的厳罰という要素が強かったため幕臣は除かれ町人たちだけが冤罪の犠牲にされた。鳥居耀蔵が『戊戌夢物語』の著者の探索にことよせて「蘭学にて大施主」と噂されていた崋山を、町人たちともに「無人島渡海相企候一件」として断罪し、鎖国の排外的閉鎖性の緩みに対する一罰百戒を企図して起こされた事件であるとの説を提示している。
その後崋山は判決翌年の1月に田原に護送され、当地で暮らし始めたが、生活の困窮・藩内の反崋山派の策動・彼らが流した藩主問責の風説などの要因が重なり、蛮社の獄から2年半後の天保12年（1841年）10月11日に自刃した。享年49。
長英は判決から4年半後の弘化元年（1844年）6月30日、牢に放火して脱獄した。蘭書翻訳を続けながら全国中を逃亡したが、脱獄から6年後の嘉永3年（1850年）10月30日、江戸の自宅にいるところを奉行所の捕吏らに急襲され、殺害された。享年47。
本岐道平は獄中生活で体を壊したためか、出獄後まもなく死亡。順宣は無量寿寺に戻り、慶応3年（1867年）2月15日、77歳で死亡。
花井虎一は誣告の罪で重追放にされるべきところ、犯罪の摘発に寄与した功績が認められて無構え。その後花井は、翌年の4月6日に昌平黌勤番に抜擢されている。昌平黌は林家の所管であり、この異例の昇進には水野忠邦の内意も働いていた。その後花井は小笠原貢蔵の養女をめとり、長崎奉行付与力に昇進した。義父となった小笠原とともに長崎に赴任し、鳥居耀蔵による高島秋帆の陥れにも一役買ったという（ただしこれも鳥居によるものではなく、秋帆の逮捕・長崎会所の粛清は会所経理の乱脈が銅座の精銅生産を阻害することを恐れた老中・水野によって行われたものとする説もある）。

## 蛮社の獄を扱った作品
- 松本清張『天保図録』（朝日新聞社、1964年-65年）
- 杉浦明平『小説 渡辺崋山』（朝日新聞社、1971年 のち朝日文庫）-『朝日ジャーナル』に、1968年1月から1970年10月にかけて連載された。
- 吉村昭『長英逃亡』（毎日新聞社、1984年 のち新潮文庫）